# Osetinščina
Osetinščina (Ирон ӕвзаг, Iron ævzag ali Иронау, Ironau) je jezik iz družine iranskih jezikov, ki ga govorijo na Kavkazu, in sicer v Osetiji (Severna Osetija-Alanija je del Rusije, Južna Osetija pa avtonomna pokrajina v Gruziji z de facto neodvisnostjo). 
Šteje okoli 525.000 govorcev, od katerih živi 60 odstotkov v Severni Osetiji in 10 odstotkov v Južni Osetiji. Preostali govorci živijo zlasti v drugih delih Rusije in Gruzije ter v Turčiji. Ločimo dve osnovni narečji: na vzhodu narečje iron, na zahodu pa narečje digoron.

## Značilnosti
Osetinščina ima zapleteno slovnico, v kateri so ohranjene prvine staroiranskega jezika. Pozna kar 8 sklonov. Na fonologijo so močno vplivali sosednji kavkaški jeziki.

## Pisava
Osetinska pisava loči 35 črk: 26 za soglasnike, 7 za samoglasnike in dve dvočrkji. Od leta 1844 se uporablja cirilica, ki jo je tedaj uvedel Andreas Johan Sjögren.
А/а, Ӕ/ӕ, Б/б, В/в, Г/г, Гъ/гъ, Д/д, Дж/дж, Дз/дз, Е/е, Ё/ё, Ж/ж, З/з, И/и, Й/й, К/к, Къ/къ, Л/л, М/м, Н/н, О/о, П/п, Пъ/пъ, Р/р, С/с, Т/т, Тъ/тъ, У/у, Ф/ф, Х/х, Хъ/хъ, Ц/ц, Цъ/цъ, Ч/ч, Чъ/чъ, Ш/ш, Щ/щ, Ъ/ъ, Ы/ы, Ь/ь, Э/э, Ю/ю, Я/я.
Med letoma 1923 in 1937 se je uporabljala latinica: A/a, Æ/æ, B/b, C/c, Č/č, D/d, E/e, F/f, G/g, H/h, I/i, J/j, K/k, L/l, M/m, N/n, O/o, P/p, Q/q, R/r, S/s, Š/š, T/t, U/u, 
V/v, X/x, Y/y, Z/z, Ž/ž